# Jüdischer Friedhof Großkrotzenburg
Der Jüdische Friedhof Großkrotzenburg war der Friedhof für die Einwohner jüdischen Glaubens in Großkrotzenburg im Main-Kinzig-Kreis in Hessen. Er wurde um 1700 angelegt und wurde bis 1946 genutzt.

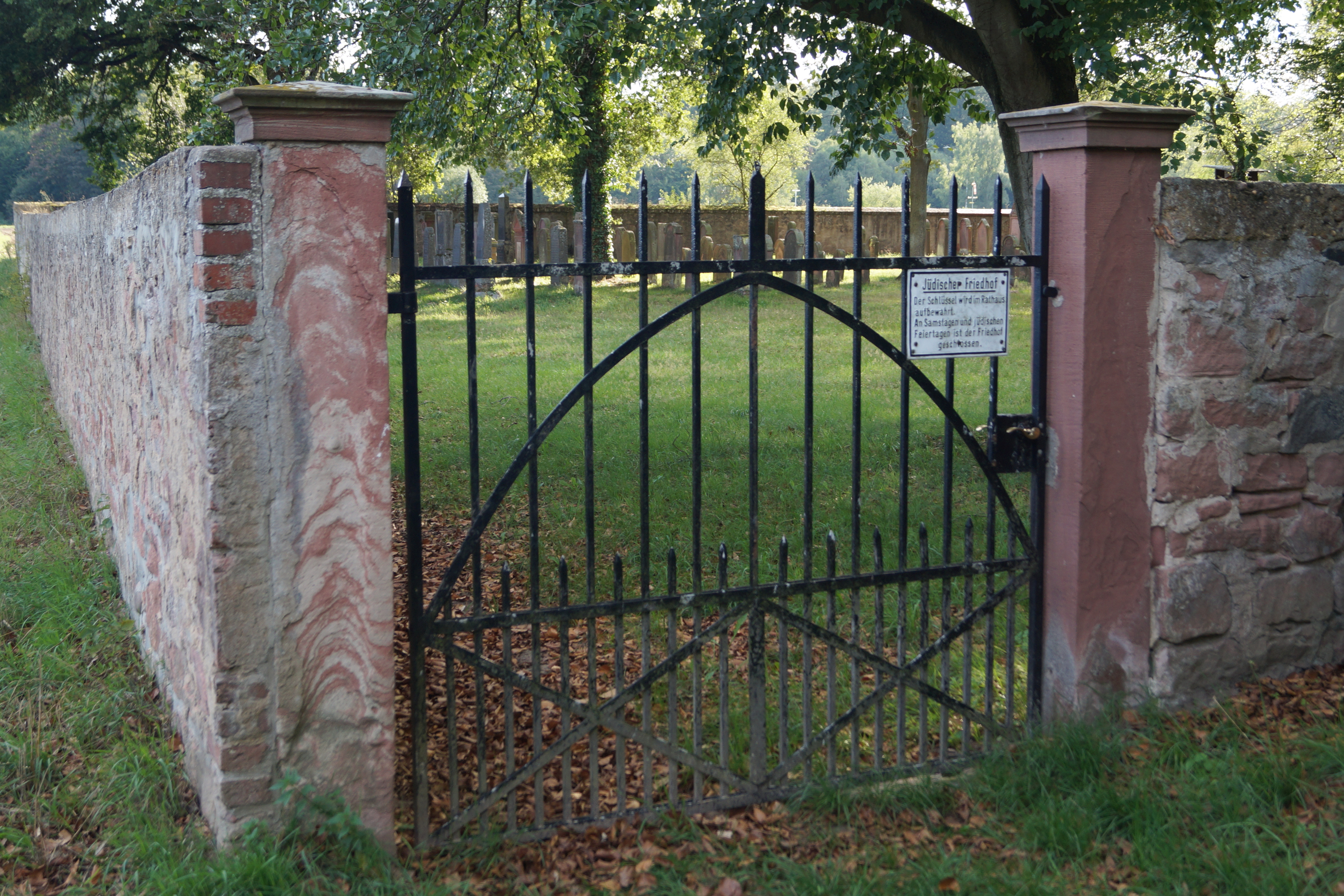
Ansicht von Norden mit Portal 2015

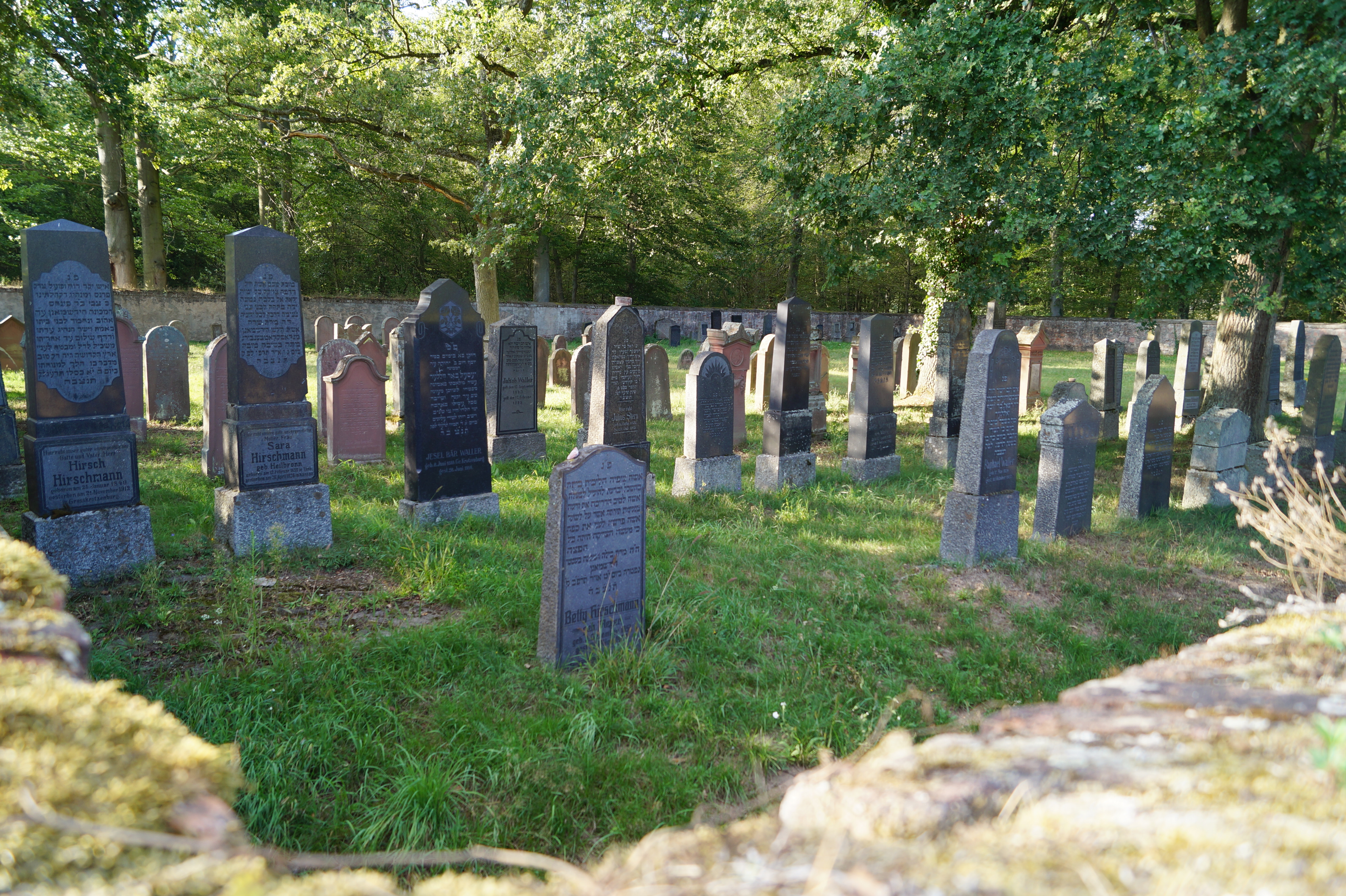
Ansicht von Südosten 2015

## Geografische Lage
Der jüdische Friedhof Großkrotzenburg befindet sich nordnordwestlich und außerhalb der Ortschaft am Rande der Schifflache. Er ist über den Waitzweg bzw. die L 3308 (am Waldrand links abbiegen) zu erreichen.

## Geschichte
Der älteste Grabstein weist die Jahreszahl 5479 (= 1719) auf. Es sind möglicherweise noch ältere Grabsteine vorhanden, deren Inschrift nicht mehr zu entziffern ist, weshalb die Einrichtung des Friedhofes um 1700 angenommen wird. Eine eigene Synagoge besaß die Gemeinde seit 1826.  
Der Friedhof wurde 1938 geschändet. Im Mai 1939 wurde der Friedhof für Beisetzungen geschlossen, die Gemeinde sollte daraufhin ihre Toten auf dem Friedhof in Langenselbold bestatten. Dennoch fanden letzte Beisetzungen 1941 und 1946 statt.

## Anlage
Der Friedhof besitzt eine Fläche von 2177 m². Er ist von einer Bruchsteinmauer eingefasst, der Eingang befindet sich an der nordöstlichen Ecke. Es sind etwa 150 Grabsteine erhalten, von denen die Mehrzahl und die älteren aus Sandstein gefertigt wurden. Jüngere Marmorsteine weisen häufig zweisprachige Inschriften auf. Ein Schlüssel für die Anlage wird im Großkrotzenburger Rathaus aufbewahrt. 